# Igor' Larionov
Igor' Nikolaevič Larionov (in russo Игорь Николаевич Ларионов?; Voskresensk, 3 dicembre 1960) è un ex hockeista su ghiaccio sovietico, che nel 1992 ha assunto la cittadinanza russa e ha anche passaporto canadese.
Con Vjačeslav Fetisov abbatté la barriera che bloccava i giocatori sovietici dal giocare nella NHL. Considerato uno dei migliori assistman di sempre, il suo ruolo fu perlopiù quello di centro.

## Carriera
Larionov cominciò la sua carriera nella sua città, nel Chimik Voskresensk. Militò poi nel HC CSKA Mosca ed in diverse squadre della NHL. Vinse tre Stanley Cup (1997, 1998 e 2002), tutte con i Detroit Red Wings.
A livello internazionale con la maglia della nazionale sovietica, Larionov compose con Vladimir Krutov e Sergej Makarov, la celebre linea KLM. Vinse due ori olimpici, a Sarajevo 1984 e Calgary 1988, e quattro ori mondiali (1982, 1983, 1986, 1989), a cui vanno aggiunti un argento (1987) e un bronzo (1985). Con la nazionale russa vinse inoltre il bronzo olimpico a Salt Lake City 2002.
Quando si allontanò dall'Unione Sovietica, fu sospeso dalla nazionale dal coach Viktor Tichonov. Solo l'intervento in suo favore dei compagni (in particolare quello di Fetisov) lo riportò in squadra. Si è ritirato nel 2004 a 44 anni, dopo 27 stagioni sul ghiaccio.